# 국제 사회사 연구소
국제 사회사 연구소(國際 社會史 硏究所, 영어: International Institute of Social History, 네덜란드어: Internationaal Instituut voor Sociale Geschiedenis, IISH/IISG)는 네덜란드 암스테르담에 있는 사회주의 문학 기록관이자 연구 기관이다. 1935년 니콜라스 포스투무스가 독립 연구기관으로 설립하였다. 카를 마르크스, 프리드리히 엥겔스의 유고 유럽 각국의 노동 운동 역사 · 사회 사상 사적 관계 자료 등을 소장 · 수집 · 공개하고 있다.